# Arthur Pease (1er baronnet)
Pour l’article homonyme, voir Arthur Pease (homme politique).
Arthur Francis Pease (11 mars 1866-23 novembre 1927) est un industriel anglais, propriétaire de mines de charbon et fonctionnaire.

## Biographie

### Famille
Arthur Francis naît le 11 mars 1866 à Hummersknot, hameau Darlington, et est le fils aîné de  l'industriel et député Arthur Pease et de sa femme Mary Lecky. Il est membre d'une famille Quaker fortement associée au développement industriel et économique de Durham et du Yorkshire. Il est l'arrière-petit-fils d'Edward Pease, le petit-fils de Joseph Pease, neveu de son homonyme Joseph Pease, et le frère du politicien Herbert Pease (1er baron Daryngton). Il fait ses études au Brighton College et au Trinity College de Cambridge  et reçoit une formation à la gestion d'entreprise au sein de la houillère familiale de Darlington Pease & Partners.
En 1889, il épouse Laura Matilda Ethelwyn qui lui survit. Ensemble, ils ont un fils et trois filles.

### Carrière industrielle
Lorsque la crise financière frappe la banque familiale J. et JW Pease, en 1902, il évite par chance d'y être associé en ayant vendu ses parts à son oncle Joseph Whitwell Pease avant cette date. Son absence d'implication dans la crise lui permet de devenir directeur général de l'entreprise Pease & Partners en 1906.
Arthur Pease devient associé en tant que président à de nombreuses mines de charbon et autres entreprises industrielles du nord de l'Angleterre. Il devient président de Middlesbrough Estate Ltd, North-Eastern Improved Dwellings Company, William Whitwell & Co et Durham & North Yorkshire Public House Trust, et administrateur de la North Eastern Railway Company / London and North Eastern Railway, Lloyds Bank, Horden Collieries Ltd, la Forth Bridge Railway Company, la National Benzole Company et plusieurs autres,.

### Négociateur gouvernemental
Arthur Pease se fait reconnaitre en tant que négociateur de premier plan lorsque les mineurs revendiquent un salaire minimum. Il est l'un des trois représentants des propriétaires de Durham et est nommé en 1912 afin de rencontrer le gouvernement et la Fédérations des mineurs. Il défend les intérêts des propriétaires lorsque la loi sur le salaire minimum de 1912 est créée. Son expérience est mise à la disposition du gouvernement après la première guerre mondiale et, au cours des années 1912 à 1921, est un membre actif de nombreux comités gouvernementaux.
Arthur Pease s'éloigne des principes de conciliation et d'arbitrage qu'adoptait son oncle Joseph Whitwell Pease dans l'industrie charbonnière. En tant que syndicaliste, il rejette la philosophie de la hiérarchie du capitalisme libéral, surtout après 1906, lorsque les employeurs et les syndicalistes se mobilisent à l'échelle nationale face au déclin de la productivité. Il est un ardent défenseur qu'en cas d'opposition des syndicats aux réductions de salaires face à la dépression commerciale, les employeurs devraient recourir à la tactique du lock-out.

### Carrière politique et titres
Il consacre beaucoup de temps aux affaires de son comté natal et y est élu en tant que président du conseil du comté de Durham en 1922. Il s'intéresse particulièrement à l'éducation. Il devient également juge de paix, puis se fait nommer sous-lieutenant du comté de Durham en décembre 1906 et haut shérif de Durham pour 1920-21. Pendant la Première Guerre mondiale , il contribue à la levée du 18e bataillon d'infanterie légère de Durham. Il ne se représente pas aux élections de la Chambre des communes du Royaume-Uni mais il agit comme président de la Durham Unionist Association dès sa création en 1910. 
Il sert en tant que Lord civil supplémentaire de l'Amirauté de 1918 à 1919, et pour cela, il est créé baronnet dans les honneurs d'anniversaire de 1920. 

### Fin de vie
Sa santé décline en raison du surmenage et loue Middleton Lodge dans le North Yorkshire, où il meurt le 23 novembre 1927 d'une hémorragie cérébrale après une réunion des directeurs du conseil d'administration de Horden Collieries Ltd. À sa mort, il est remplacé par son fils unique, Richard Arthur Pease. Il a également trois filles, dont la plus jeune, Elizabeth Frances, épouse Sir Frank O'Brien Wilson, membre du Conseil législatif du Kenya.